# Mitsuyo Maeda
Mitsuyo Maeda (Mitsuyo Maeda (前田 光世?)) (Funazawa, 18 novembre 1878 – Belem, 28 dicembre 1941) è stato un judoka giapponese naturalizzato brasiliano.
È noto anche coi soprannomi Conde Koma e Count Combat e col nome Otàvio Maeda dopo la naturalizzazione. Allievo diretto del fondatore del Judo Kanō Jigorō e del suo primo studente Tsunejirō Tomita, assieme ad Antonio Soshihiro Satake è considerato il pioniere del Judo in Brasile, nel Regno Unito e in molti altri paesi.
Maeda si recò in Brasile in qualità di console nel 1914, dopo essere già stato negli Stati Uniti e in vari paesi dell'America centrale (tra cui Cuba e Messico) e insegnò il Judo, nel quale vantava già una cintura nera quinto dan, alla prima generazione della celebre famiglia Gracie, che da esso elaborò una nuova arte marziale destinata ad avere un enorme successo: il Jiu jitsu brasiliano. Nella sua carriera ha vinto più di duemila incontri, cosa che gli ha valso l'epiteto di uomo più tosto che sia mai vissuto. 
Secondo quanto riportato nel libro di Renzo Gracie Mastering Jujitsu, Maeda insegnò a Carlos Gracie non solo il Judo ma anche una particolare filosofia sulla natura del combattimento elaborata sulla base dei suoi numerosi viaggi e allenamenti assieme ad altri artisti marziali come pugili, praticanti di Savate, catch wrestlers e così via. Alla luce di questa linea di pensiero, il combattimento può essere scomposto in varie parti (fase in piedi, fase a terra, fase di transizione eccetera) e la cosa più sensata che un combattente possa fare è specializzarsi in quella più vicina alle sue caratteristiche; questa scomposizione ha oggi un rilievo centrale anche nelle arti marziali miste. 
È inoltre ricordato per la grande opera di promozione dell'emigrazione giapponese in Brasile e per l'insegnamento cui si dedicò negli ultimi anni di vita, alla luce del quale il Kōdōkan lo promosse sesto dan e, poco dopo la morte (dovuta ad una malattia al rene), settimo dan. Nel 1956 è stata eretta una statua in suo onore nella città di Hirosaki.